# Schiedam
Schiedam là một đô thị trong tỉnh Zuid-Holland ở Hà Lan và thuộc vùng đô thị Rotterdam.

## Nhân vật nổi tiếng quê Schiedam
- Dmitri van den Bersselaer (sinh năm 1968) – nhà lịch sử
- Willem den Broeder (sinh năm 1951) - nghệ sĩ
- Ton van Duinhoven - diễn viên
- Willem "O" Duys – truyền hình
- Rinus Gosens (sinh năm 1920) - cầu thủ bóng đá
- Han van der Horst – tác gia, nhà lịch sử
- Luke van Jammer - cựu đội trưởng đổi tuyển Cricket Hà Lan.
- Erik Jazet (sinh năm 1971) - huấn luyện viên và tuyển thủ hockey
- Ali El Khattabi (sinh năm 1977) - cầu thủ bóng đá
- Danny Koevermans (sinh năm 1978) - cầu thủ bóng đá
- Saint Liduina (1380-1433) – thánh Công giáo
- Robert Maaskant (sinh năm 1969) - cầu thủ bóng đá
- John de Wolf (sinh năm 1962) - cầu thủ bóng đá
- Bob Offenberg a.k.a. "Zanger Bob" (sinh năm 1996) – ca sĩ